# Национальная премия по прикладной экономике
Национальная премия по прикладной экономике — российская премия, которая была учреждена в 2008 году Национальным исследовательским университетом «Высшая школа экономики» (НИУ ВШЭ, Москва), Российской экономической школой (РЭШ, Москва), Уральским федеральным университетом имени первого Президента России Б. Н. Ельцина (УрФУ, Екатеринбург), Ассоциацией независимых центров экономического анализа (АНЦЭА, Москва), Институтом мировой экономики и международных отношений РАН (ИМЭМО РАН) и Деловым журналом «Эксперт» (Москва). Премия присуждается один раз в два года, начиная с 2010 года, за выдающиеся научные работы, посвященные анализу российской экономики на любом из уровней — как страновом, отраслевом, региональном, так и на уровне отдельных компаний.
На соискание Премии может номинироваться научная работа или цикл научных работ, опубликованные на русском или английском языках в определённый временной промежуток (в течение двух лет до 30 июня года, предшествующего году вручения Премии). Под работой понимается статья в научном рецензируемом журнале, статья в сборнике научных трудов, научная монография, изданные в российском или зарубежном издательстве. Работа должна быть фактически опубликована с присвоением номера журналу и указанием страниц (указание страниц не требуется для рецензируемых журналов, публикуемых исключительно онлайн). В качестве работ для участия в конкурсе не рассматриваются препринты и статьи, опубликованные онлайн без выходных данных. Премия присуждается за лучшую работу из числа номинированных в соответствующем году. Разделение Премии между двумя работами не допускается. Однако помимо непосредственно работы-победителя жюри может выделить до пяти почетно упомянутых работ, номинированных на Премию, для публичного распространения информации о них.

## Учредители[2]
- Государственный университет — Высшая школа экономики (Москва). Высшая школа экономики была создана Постановлением Правительства России 27 ноября 1992 года для решения задачи формирования нового корпуса высококвалифицированных профессионалов в области экономики и социальных наук, создания кадровой базы строительства эффективной рыночной экономики. Новое образовательное учреждение стало первым в России очагом современной экономической и управленческой науки и образования, свободных от господствовавших в советской высшей школе идеологических догм. Была сделана попытка существенной перестройки образовательного процесса, направленной на раннее включение студентов в научно-практическую деятельность. Это значило — предоставить студентам инструментарий для анализа и прогнозирования реальных процессов, научить их работать со статистикой и экономическими моделями, дать им общий язык с мировым сообществом профессионалов-экономистов. При этом Высшая школа экономики с самого начала оказалась тесно связана с практикой как экономических реформ, так и корпоративного развития. В результате ВШЭ заняла особое место в системе российского высшего образования в качестве вуза, лидирующего в обеспечении социально-экономических преобразований в стране.
- Российская экономическая школа (Москва). Негосударственное образовательное учреждение Российская экономическая школа (английское название New Economic School) основана в 1992 году с одобрения Правительства Российской Федерации и, по инициативе директора Центрального экономико-математического института (ЦЭМИ) РАН, академика РАН В. Л. Макарова, профессора Иерусалимского университета Гура Офера и ведущих российских и зарубежных ученых-экономистов. Учредителями РЭШ являются ЦЭМИ РАН и МГУ. При успешном окончании Школы выпускникам присваивается степень Магистра Экономики (Master of Arts in Economics). РЭШ не обладает формальной аккредитацией ни одного западного университета, однако диплом магистра экономики РЭШ признается ведущими западными университетами и является гарантией поступления на лучшие докторские программы по экономике.
- Уральский федеральный университет имени первого президента Б.Н Ельцина (Екатеринбург). Уральский федеральный университет имени первого президента России Б. Н. Ельцина (УрФУ) создан 2 апреля 2010 года на базе Уральского государственного технического университета — УПИ. В мае 2011 года в состав УрФУ вошел Уральский государственный университет им. А. М. Горького, что стало завершающим этапом организационного оформления одного из крупнейших ВУЗов России. На базе факультетов и подразделений двух ведущих ВУЗов Урала созданы более 20 профильных институтов УрФУ, ставших образовательными, научно-исследовательскими и инновационными центрами нового университета. Сегодня в объединённом университете обучается около 60 000 студентов, из них около 33 000 — по очной форме обучения. В учебном процессе задействованы 146 кафедр, из них 133 выпускающие. Высококвалифицированный научно-педагогический персонал, в составе которого — 3 действительных члена и 17 членов-корреспондентов Российской академии наук, 116 членов общественных академий России, более 480 докторов наук, более 1 600 кандидатов наук. В качестве приглашенных лекторов регулярно приезжают ведущие российские и зарубежные ученые, опытные профессионалы-практики, деятели политики и культуры. Успешно работает шесть филиалов Российских общественных академий, 14 докторских и пять кандидатских советов. Подготовка докторов наук осуществляется по 30, а кандидатов наук — по 69 специальностям.
- Ассоциация независимых центров экономического анализа (Москва). АНЦЭА — некоммерческая организация, учрежденная в ноябре 2002 г. пятнадцатью ведущими российскими аналитическими центрами в области исследования экономической политики. На сегодняшний день АНЦЭА представлена 53 аналитическими институтами из России и стран ближнего зарубежья. Основными целями АНЦЭА являются:
  - содействие повышению качества экономической политики в России для достижения устойчивого экономического развития страны и роста общественного благосостояния посредством становления института независимых центров экономического анализа и развития профессионального сообщества;
  - информирование общественности и вовлечение её в обсуждение проблем экономического развития России;
  - координация деятельности членов Ассоциации в целях содействия их развитию с сохранением индивидуального статуса, определённого учредительными документами;
  - защита и представление интересов членов Ассоциации в государственных и иных органах и организациях.
- Институт мировой экономики и международных отношений Российской академии наук (Москва). Институт мировой экономики и международных отношений (ИМЭМО) создан в 1956 г. и является преемником Института мирового хозяйства и мировой политики, существовавшего с 1925 г. по 1948 г. Свою основную миссию ученые ИМЭМО всегда видели в том, чтобы всесторонне исследовать реальные международные процессы, механизмы функционирования рыночной экономики и особенности политических систем зарубежных стран. В институте накоплен значительный опыт анализа мировой экономики и международных отношений, создан существенный задел в исследовании различных стран мира. В стенах ИМЭМО получила развитие отечественная политическая наука и экономическая теория, разрабатывалась прогностическая и аналитическая база для принятия политических решений. В фокусе внимания экономистов и политологов института были и остаются вопросы, связанные с бурным развитием НТР, тенденциями глобализации, новыми вызовами международной безопасности, качественными изменениями в экономической и политической системе общества.
- Деловой журнал «Эксперт» (Москва). Журнал Эксперт", входящее центральным элементом в группу компаний «Эксперт», — одно из самых влиятельных еженедельных деловых аналитических изданий России. За десять лет своего существования в непростых политических и экономических условиях изданию удалось не только выжить и сохранить своих читателей, но и расширить их круг, заслужив репутацию несомненного лидера российской деловой журнальной прессы. Деятельность группы компаний «Эксперт» ориентирована на создание всего комплекса информационных и аналитических продуктов, содействующих российским компаниям в их развитии, помогающих ориентироваться в сложном мире современной экономики и бизнеса. Одним из основных стратегических направлений является изучение нынешнего общего состояния отечественных рынков и их отдельных сегментов, а также выявление потенциала и составление прогноза будущего российской экономики в целом.

## Порядок присуждения премии
Правом номинирования работ на соискание Премии обладают члены Академического комитета. Номинирование работ происходит в период с 1 июля по 30 ноября в год, предшествующий вручению Премии. Все номинированные работы проходят трехступенчатую экспертизу:
1 этап — предварительная экспертиза, когда работы рассматриваются по формальным признакам — соответствие даты публикации работы заданному временному промежутку, соответствие тематики Премии, наличие фактического статуса «опубликовано» с присвоением номера журналу и указанием страниц.
2 этап — научная экспертиза. Работы подвергаются экспертизе со стороны двух внешних экспертов — признанных специалистов в соответствующей области, которые принимают решение о прохождении работы на следующий этап, если положительное заключение по ней получено от обоих экспертов, или об её отклонении. Эксперты определяются решением Академического комитета и не должны быть его членами.
3 этап — научная экспертиза работ осуществляется Жюри Премии.
Критерии научной экспертизы работ включают в себя актуальность и научную новизну полученных результатов, использование современной научной методологии.
Премия присуждается Жюри по итогам голосования на его заседании с учётом результатов научной экспертизы номинированных работ.
Обязательным условием является согласие автора/авторов работы, удостоенной Премии, принять награду. В случае отказа, Жюри заседает повторно, чтобы определить нового победителя. Жюри вправе не присуждать Премию.
Период присуждения Премии и информирование об итогах присуждения — март-апрель соответствующего года. Традиционно Церемония награждения проходит в рамках Международной научной конференции по проблемам развития экономики и общества, ежегодно организуемой НИУ «Высшая школа экономики» в середине апреля.

## Академический комитет и жюри
Академический комитет (АК) Премии является экспертным органом по отбору Работ на соискание Премии.
Он формируется на добровольной основе из числа ведущих российских и зарубежных ученых-экономистов, специализирующихся на исследованиях по российской экономике, в количестве не менее десяти человек.
В обязанности членов АК входит мониторинг опубликованных работ, номинирование работ на соискание Премии, научная экспертиза работ, формирование состава внешних экспертов, формирование состава Жюри Премии. Организацией работы Академического комитета руководит Председательствующий, избираемый Академическим комитетом из своего состава.
По состоянию на 2018 год членами АК Премии числятся 32 человека.
По правилам Премии все Лауреаты, при согласии, могут войти в состав Академического комитета и участвовать в процедуре номинирования и отбора работ в следующем цикле.
Жюри выбирается Академическим комитетом из своего состава в количестве 5 человек в год вручения Премии тайным голосованием. При этом каждый из членов Академического комитета может подать свой голос не более, чем за 5 кандидатов из списка предлагаемых в состав Жюри.
После каждого цикла присуждения Премии производится полное обновление состава Жюри.
В состав Жюри не могут входить члены Академического комитета, являющиеся авторами номинированных Работ в соответствующем году вручения Премии.

## Лауреаты

### 2010 год
Лауреаты премии были объявлены 8 апреля 2010 года в рамках XI Международной научной конференции по проблемам развития экономики и общества, организованной «Высшей школой экономики».
Лауреатами премии стали авторы статьи «Myth and Reality of Flat Tax Reform: Micro Estimates of Tax Evasion Response and Welfare Effects in Russia» («Мифы и реальность налоговой реформы в России: новые оценки эффектов благосостояния и скрытия доходов»), опубликованной в «Journal of Political Economy» в 2009 году — Юрий Городниченко, Хорхе Мартинес-Васкес (Jorge Martinez-Vazquez) и Клара Сабирьянова Питер.
Размер премии составил полтора миллиона рублей.

### 2012 год
В 2012 году Премии удостоилась работа Андрея Маркевича и Роджера Маркуса Харрисона «Первая мировая война, Гражданская война и восстановление. Национальный доход России в 1913—1928 гг.» (Andrei Markevich, Mark Harrison. «Great War, Civil War, and Recovery: Russia’s National Income, 1913 to 1928» Journal of Economic History, Vol. 71, Issue 03, 2011).
Работа вносит важный вклад в оценку показателей национальных счетов России в период 1913—1928 гг. Применен новаторский подход реконструкции показателей национальных счетов, который обеспечивает сопоставимость полученных оценок с аналогичными показателями других стран.

### 2014 год
Лауреатом Премии в 2014 году стала работа Уильяма Пайла и Лауры Соланко «Лоббирование в российской экономике: проверка гипотезы Олсона о всеобъемлющих организациях» (Pyle William, Laura Susanna Solanko. 2013. «The Composition and Interests of Russia’s Business Lobbies: Testing Olson’s Hypothesis of the ‘Encompassing Organization» // Public Choice 155(1-2): 19-41).
Жюри премии отметило, что авторы впервые в экономической литературе предприняли эмпирическую проверку известной гипотезы Мансура Олсона о том, что узкие группы интересов (например, представляющие определённую отрасль, корпорацию или социальную группу) лоббируют выгодные для себя варианты государственной политики, связанные со значительными издержками для общества, в то время как широкие коалиции продвигают общественные интересы. Профессионально применив современные методы прикладного экономического анализа, авторы внесли значительный вклад в общие представления о характере и последствиях современного лоббизма и получили важные выводы относительно участия российского бизнеса в принятии государственных решений.

### 2016 год
Обладателями Национальной премии по прикладной экономике 2016 года стали Екатерина Журавская и Евгений Яковлев за работу «Эффект от либерализации на примере реформы регулирования бизнеса в России» (Evgeny Yakovlev & Ekaterina Zhuravskaya, 2013. "The Unequal Enforcement Of Liberalization: Evidence From Russia’S Reform Of Business Regulation" // Journal of the European Economic Association, vol. 11(4), pages 808—838).
Авторы оценили российскую реформу начала 2000-х годов, направленную на уменьшение регуляционных издержек для бизнеса. Как показано в статье, реформа имела определённый эффект. Издержки фирм, связанных с прохождением различных регуляционных процедур, в среднем по стране существенно снизились. Однако эффект оказался неравномерен. В регионах с более прозрачным местным правительством, с более информированным населением, заинтересованными в реформах представителями бизнеса, а также в регионах с более широкой автономией реформа шла лучше. В результате в регионах с хорошими институтами либерализация оказала существенный положительный эффект на рост малого бизнеса. В регионах же с плохой институциональной средой не было положительного эффекта.

### 2018 год
В 2018 году Национальная премия по прикладной экономике вручена профессору Массачусетского университета в Амхерсте Ине Гангули. Американская исследовательница была отмечена за цикл из трех статей, посвященных анализу продуктивности российских ученых в 1990-е годы, их решений в отношении эмиграции и её воздействия на диффузию российской науки в США. В работе «Saving Soviet Science: The Impact of Grants When Government R&D Funding Disappears», опубликованной в AEJ-Applied Economics, исследуется эффект небольших грантов, выделенных в чрезвычайном порядке фондом Джорджа Сороса для поддержки ученых на фоне резкого снижения государственного финансирования естественных наук вскоре после распада СССР. Эти гранты значительно повысили научную активность получателей при минимальных затратах. В работе также исследуется их влияние на эмиграцию получателей и дифференцированность эффектов по отношению к разным категориям ученных. В статье «Immigration and Ideas: What Did Russian Scientists „Bring“ to the United States?», которая вышла в Journal of Labor Economics, показывается, что приезд российских ученых, эмигрировавших в США, значительно расширил знакомство их американских коллег с научными работами, опубликованными в советских журналах как самими эмигрантами, так и другими российскими учеными. Третья работа «Who Leaves and Who Stays? Evidence on Immigrant Selection from the Collapse of Soviet Science» исследует факторы, влияющие на решение ученых эмигрировать. Автор показывает, что при прочих равных, вероятность эмиграции выше для мужчин, а также для более молодых и продуктивных ученых. Все три работы основаны на уникальных данных. Для получения результатов Ина Гангули использовала самые современные эконометрические методы, позволяющие установить причинно-следственные связи.